# وسيم: فلم غموض من نتفليكس
وسيم: فيلم غموض من نتفليكس (بالإنجليزية: Handsome: A Netflix Mystery Movie) فيلم كوميدي أمريكي إخراج وكتابة جيف غارلن، وبطولة جيف غارلن، ناتاشا ليون، كالي كوكو، إيمي سيداريس، ليا ريميني، كريستين وودز، وستيفن ويبر. توفر الفيلم للعرض حسب الطلب على نتفليكس في 5 مايو، 2017.

## الممثلين والشخصيات

### شخصيات رئيسية
- جيف غارلن بدور جين الوسيم
- ناتاشا ليون بدور المحقق فلوير سكوزاري
- كالي كوكو بدور نفسها
- إيمي سيداريس
- ليا ريميني
- كريستين وودز
- ستيفن ويبر

## وصلات خارجية
- وسيم: فيلم غموض من نتفليكس على نتفليكس
- وسيم: فلم غموض من نتفليكس على موقع IMDb (الإنجليزية)
- وسيم: فلم غموض من نتفليكس على موقع روتن توميتوز (الإنجليزية)
- وسيم: فلم غموض من نتفليكس على موقع نتفليكس (الإنجليزية)
- وسيم: فلم غموض من نتفليكس على موقع فيلمافينيتي (الإسبانية)
- وسيم: فلم غموض من نتفليكس على موقع قاعدة بيانات الفيلم (الإنجليزية)
- وسيم: فلم غموض من نتفليكس على موقع ليتربوكسد (الإنجليزية)
- وسيم: فلم غموض من نتفليكس على موقع كينوبويسك (الروسية)